# Glyptomorpha tabida
Glyptomorpha tabida är en stekelart som beskrevs av Josef Fahringer 1928. Glyptomorpha tabida ingår i släktet Glyptomorpha och familjen bracksteklar. Inga underarter finns listade i Catalogue of Life.